# Scioto Country Club
De Scioto Country Club is een countryclub in de Verenigde Staten. De club werd opgericht 1916 en bevindt zich in Columbus, Ohio. De club beschikt over een 18-holes golfbaan en werd ontworpen door de golfbaanarchitect Donald Ross.

## Golftoernooien
Het eerste golftoernooi dat de club ontving was het US Open waar Bobby Jones won, in 1926. Vijf jaar later, in 1931, ontving de club de Ryder Cup. In de volgende decennia ontving de club andere toernooien waaronder het PGA Championship, het US Amateur Championship en het US Senior Open.
Voor het golftoernooi is de lengte van de baan 6529 m met een par van 70. De course rating is 74,3 en de slope rating is 142.
- US Open: 1926[1][4]
- Ryder Cup: 1931[1][4]
- US Amateur Championship: 1968[1][4]
- US Senior Open: 1986 & 2016[1][4]

## Trivia
- Naast een golfbaan, beschikt de club ook over een Olympisch zwembad, geopend in 1937, tennisbanen en een fitnesscentrum, geopend in 1998.[1][5]